# Kyrkås distrikt, Jämtland
Kyrkås distrikt är ett distrikt i Östersunds kommun och Jämtlands län. Distriktet ligger omkring Lungre och Sjör i mellersta Jämtland. 

## Tidigare administrativ tillhörighet
Distriktet inrättades 2016 och utgörs av Kyrkås socken i Östersunds kommun.
Området motsvarar den omfattning Kyrkås församling hade 1999/2000.

## Tätorter och småorter
I Kyrkås distrikt finns en småort men inga tätorter. 

### Småorter
- Lungre